# Karate-Chaoten
Karate-Chaoten (Originaltitel: Kickin' It) ist eine US-amerikanische Jugend-Sitcom, die zum ersten Mal am 13. Juni 2011 beim Sender Disney XD in den USA ausgestrahlt wurde. Sie wurde von Jim O’Doherty entwickelt, der auch die Serie How to Rock entwickelte. Die Free-TV-Premiere fand in Deutschland am 5. April 2014 beim Free-TV-Sender Disney Channel statt. Die Hauptrolle spielt der durch Hannah Montana bekannt gewordene Jason Earles als Karatelehrer Rudy.

## Handlung
Das Dojo „Bobby Wasabi Martial Arts Academy“ ist eine der schlechtesten des Landes. Es gehört dem Karatelehrer Rudy, der versucht, es wieder auf Vordermann zu bringen, indem er eine neue Gruppe von Schülern ausbildet. Gemeinsam bewahren sie das Dojo vor der Schließung. Alle schwören auf den sogenannten Wasabi-Code „We swear by the light of the dragon’s eye, to be loyal and honest and never say die. Wasabi!“ (deutsch etwa: „Wir schwören beim Licht des Auge des Drachen, loyal und ehrlich zu sein und uns niemals unterkriegen zu lassen. Wasabi!“).

## Charaktere

### Hauptrollen

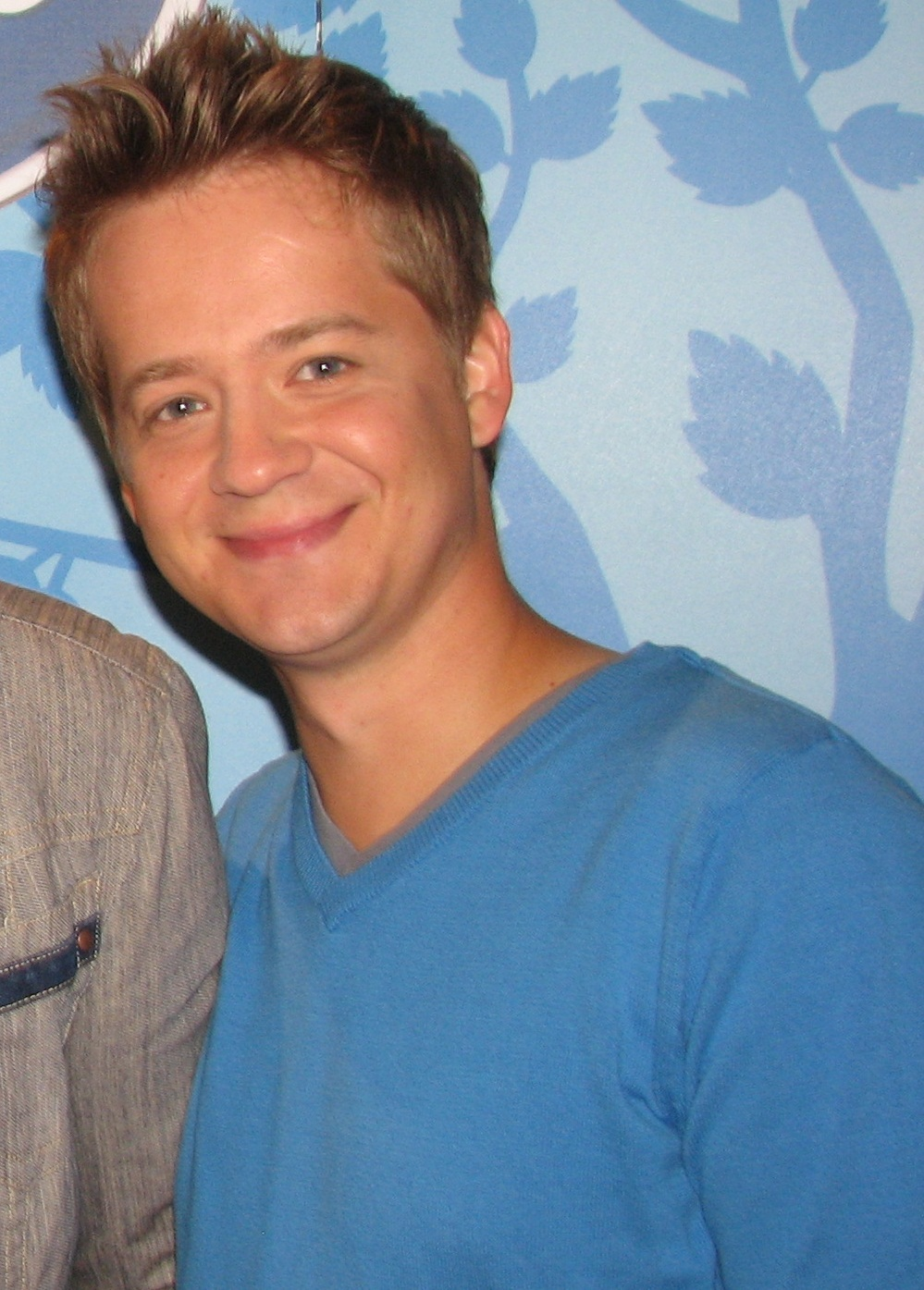
Jason Earles spielt Rudy

Sensei Rudy Gillespie (Jason Earles) war ehemals einer der Besten im Amateur-Kampfsport, dessen Karriere durch eine Verletzung aus der Bahn geraten ist. Mit all seinen Ersparnissen gründete er die Bobby Wasabi Martial Arts Academy, die alsbald von der Schließung bedroht ist, was er gemeinsam mit den Kindern verhindern kann. Später beginnt er eine Beziehung mit der Lehrerin Ms. Applebottom. In der vierten Staffel eröffnet er ein neues Dojo. Am Ende der vierten Staffel wird ihm ein Platz auf der Otai Academie als Sensei angeboten, aber er lehnt ab.
Jack Brewer (Leo Howard) ist der Neue in der Stadt und ein erfahrener Kampfsportler und Skateboarder. Er erlernte Karate von seinem Großvater, der auch Bobby Wasabi einst für dessen Filme trainierte. Jack ist der beste und erfahrenste Kämpfer im Dojo, bleibt aber immer loyal zu seinen Freunden, auch als er kurzzeitig für die Black Dragons zu einem Wettbewerb antritt. Es wird immer wieder angedeutet, dass er Gefühle für Kim hegt, und er fragt sie schließlich um ein Date in der Folge Kickin' It On Our Own (2x22). In der Folge Wasabi forever küssen sie sich das erste Mal und erneut in der Folge Seaford Hustle.

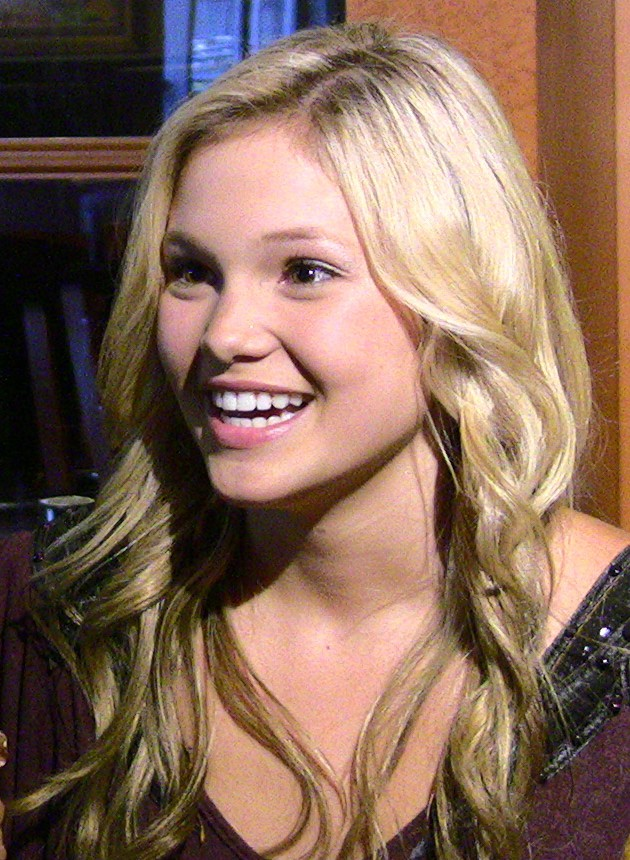
Olivia Holt spielt Kim

Kim Crawford (Olivia Holt) ist das einzige Mädchen im Dojo. Sie gehörte vorher zu den Black Dragons, wechselte aber das Dojo, als sie herausfand, dass diese betrügen. Als Kampfsportlerin wird sie teilweise nicht ernst genommen, so auch von Jack, der sie in einem Duell absichtlich gewinnen ließ und sie ihn erst lange bitten musste, um echt gegen ihn zu kämpfen. Sie verlässt nach der dritten Staffel das Dojo um auf der Otai Akademie zu studieren, kehrt aber in der vorletzten Folge zurück.
Milton David Krupnick (Dylan Riley Snyder) ist ein sehr intelligenter Schüler, der mit dem Kampfsport beginnt, nachdem er von seinen Mitschülern gemobbt wurde.
Jerry Martinez (Mateo Arias) ist ein einsamer Wolf, der zunächst ins Dojo kommt, um Leistungspunkte für die Schule zu sammeln. Er ist lateinamerikanischer Abstammung und spricht fließend Spanisch. Jerry ist ein begnadeter Tänzer. Er gibt sich nach außen hin taff, aber er hält immer zu seinen Freunden, wobei er besonders Jack nahesteht.
Eddie (Alex Christian Jones) geht ins Bobby Wasabi, um in Form zu kommen, doch er ist nicht der beste Kampfsportler.

### Nebenrollen
- Mika (Oana Gregory) ist Schülerin der Seaford High. Sie ist Phils Nichte und Jerrys Freundin.
- Marge (Loni Love) arbeitet an der Essensausgabe der Seaford High School.
- Lonnie (Peter Oldring) ist der Besitzer der Reptile World und hat eine Freund-Feind-Beziehung zu Rudy.
- Bobby Wasabi (Joel McCrary) ist ein internationaler Filmstar und Besitzer der Bobby-Wasabi-Kette.
- Phil (Dan Ahdoot) ist Gastwirt im Falafel Phil's. Er ist der Onkel von Mika.
- Joan (Brooke Dillman) ist Sicherheitswächterin in der Mall, wo auch das Dojo liegt.
- Mr. Squires (Clinton Jackson) ist Direktor der Seaford High School.
- Sensei Ty (Ian Reed Kesler) ist der Meister des Black Dragon und Erzfeind von Rudy.
- Frank (Wayne Dalglish) ist Schüler der Seaford High School und trainiert im Black Dragon. Er ist Rivale von Jack und hat sich in Kim verschossen.
- Julie (Hannah Leigh) ist Miltons Freundin. Sie ist  wie er sehr intelligent. Julie ist Nichte von Sensei Ty.
- Randy (Evan Hofer) geht auf die Seaford High School und kann gut Skateboarden.

## Produktion und Ausstrahlung
Kickin' It wurde von Jim O’Doherty erdacht. Die Handlung ist durch seine eigene Vergangenheit inspiriert. O'Dothery verbrachte seine Kindheit in Long Island, New York, wo er einen Grünen Gürtel in Karate erreichte, er seine Ausbildung jedoch beenden musste, als das Dojo geschlossen und dort eine Tierklinik eröffnet wurde.
Im November 2010 wurde die Produktion in Auftrag gegeben, damals noch unter dem Arbeitstitel Wasabi Warriors. Die Ausstrahlung erfolgte dann ab dem 13. Juni 2012. Am 5. November 2012 gab Disney bekannt, dass eine dritte Staffel ab Januar 2013 produziert wird.
Das Logo zur Serie beinhaltet den Titel in limettengrüner Schrift. Die Eigenschaft, dass im Logo eine nach oben kickende Schattenfigur abgebildet ist, hat dieses Logo mit demjenigen von dem Kinofilm Karate Kid gemeinsam.
Am 21. August 2013 wurde die Bestellung der vierten Staffel bekanntgegeben. Die Produktion sollte im November in Los Angeles beginnen, die Premiere sollte 2014 erfolgen. Olivia Holt, die in den ersten drei Staffeln Kim spielte, hat die Serie verlassen, um Anfang 2014 die Hauptrolle in der neuen Serie Ich war’s nicht übernehmen zu können. Die vierte Staffel ist gleichzeitig die letzte, die finale Folge lief am 25. März 2015.
Deutschland
In Deutschland wird die Serie unter dem Titel Karate-Chaoten seit dem 24. Februar 2012 auf dem Bezahlfernsehsender Disney XD ausgestrahlt. Die Free-TV-Premiere fand am 5. April 2014 im Disney Channel statt.

## Besetzung und Synchronisation
| Rolle  | Schauspieler         | Hauptrolle | Deutscher Synchronsprecher                          |
| ------ | -------------------- | ---------- | --------------------------------------------------- |
| Jack   | Leo Howard           | 1–4        | Maximilian Belle                                    |
| Rudy   | Jason Earles         | 1–4        | Manuel Straube                                      |
| Kim    | Olivia Holt          | 1–3        | Katharina Iacobescu                                 |
| Milton | Dylan R. Snyder      | 1–4        | Malte Wetzel (Staffel 1) Domenic Redl (Staffel 2–4) |
| Jerry  | Mateo Arias          | 1–4        | Karim El Kammouchi                                  |
| Eddie  | Alex Christian Jones | 1–2        | Paul Deny                                           |

| Rolle        | Schauspieler    | Deutscher Synchronsprecher |
| ------------ | --------------- | -------------------------- |
| Marge        | Loni Love       | Constanze Lindner          |
| Joan         | Brooke Dillman  | Simone Brahmann            |
| Julie        | Hannah Leigh    | Lea Kalbhenn               |
| Falafel Phil | Dan Ahdoot      | John Friedmann             |
| Mika         | Oana Gregory    | Maresa Sedlmeir            |
| Bobby Wasabi | Joel McCrary    | Claus Brockmeyer           |
| Mr. Squires  | Clinton Jackson | Gerhard Jilka              |
| Sensei Ty    | Ian Reed Kesler |                            |
| Randy        | Evan Hofer      |                            |

## Staffeln
| Staffel | Folgen | Erstausstrahlung (Disney XD USA) | Erstausstrahlung (Disney XD USA) | Erstausstrahlung (Disney XD Deutschland) | Erstausstrahlung (Disney XD Deutschland) | Free-TV-Premiere (Disney Channel Deutschland) | Free-TV-Premiere (Disney Channel Deutschland) |
| Staffel | Folgen | von                              | bis                              | von                                      | bis                                      | von                                           | bis                                           |
| ------- | ------ | -------------------------------- | -------------------------------- | ---------------------------------------- | ---------------------------------------- | --------------------------------------------- | --------------------------------------------- |
| 1       | 21     | 13. Juni 2011                    | 26. März 2012                    | 24. Februar 2012                         | 15. Juni 2012                            | 5. April 2014                                 | 15. Juni 2014                                 |
| 2       | 23     | 2. April 2012                    | 3. Dezember 2012                 | 26. November 2012                        | 2. Januar 2013                           |                                               |                                               |
| 3       | 22     | 1. April 2013                    | 27. Januar 2014                  | 20. Januar 2014                          | 6. Juni 2014                             | /                                             |                                               |
| 4       | 18     | 17. Februar 2014                 | 25. März 2015                    | 22. September 2014                       | 22. April 2015                           | /                                             |                                               |